# Кушнір Олександр Дмитрович
Кушні́р Олекса́ндр Дми́трович (нар. 1 вересня 1946, Кизил-Кия, СРСР) — український політик. Керівник центрального апарату і член президії Політради Партії регіонів (з 2006 р.), народний депутат України 3 скликання.

## Біографія
Народився 1 вересня 1946 року в місті Кизил-Кія, розташованому в Ошській області, Киргизької РСР. За національністю українець.
Отримав освіту в Донецькому будівельному технікумі (1960–1965 рр.) за спеціальністю технік-механік. З 1959 по 1974 рік вчився в Донецькому державному університеті на економічному факультеті за спеціальністю «Планування промисловості».
З квітня 1965 року працював слюсарем в Управлінні механізації будівництва у місті Запоріжжі. З серпня 1965 року служив в армії у Південній групі військ. Після повернення зі служби в липні 1968 року влаштовується на посаду інженера в тресті «Доноргтехбуд». З листопада 1969 року починає працювати інструктором, зав. відділом комсомольських організацій, 2-м секретарем Донецецького МК ЛКСМУ; з травня 1975 року — інструктором, заступником зав. оргвідділу Донецецького МК КПУ; з грудня 1982 року — інструктором., зав. сектором, заступником зав. відділу, 1-й заступником. зав. відділу організаційно-партійної роботи Донецецького ОК КПУ. З жовтня 1991 року до лютого 1992 займав посаду заступника директора МП «РІТ», з лютого по грудень того ж року — зав. оргвідділу Республіканського об'єднання профспілок «Солідарність» і в Федерації профспілок «Солідарність», з грудня 1992 року по травень 1998 року — кер. справами в Донецькому міськвиконкомі. Був зав. секретаріату Комітету з питань паливно-енергетичного комплексу, ядерної політики та ядерної безпеки Верховної Ради України.

## Політична діяльність
В 1968 році вступив до лав Комуністичної партії України, посаду члена президії ЦК КПУ займав з лютого 1995 року по червень 2003 року. З 2000 року є академік Української муніципальної академії. Народний депутат України 3 скликання (03.1998-04.2002) від КПУ, № 58 в списку. На час виборів був кер. справами Донецького міськвиконкому, членом КПУ. Під час каденції був головою Комітету з питань державного будівництва, місцевого самоврядування і діяльності рад (07.1998-02.2000), членом Комітету з питань державного будівництва та місцевого самоврядування (з 02.2000); членом фракції КПУ (з 05.1998).
Нагороджений орденом «За заслуги» III ст. (08.2011).

## Особисте життя
Має дружину Ніну Михайлівну (нар. 1949 р.), яка працює вчителем російської мови. У подружжя двоє дітей: син Кирило (нар. 1973 р.) і дочка Катерина (нар. 1976 р.) — обидва працюють економістами. Олександр Кушнір цікавиться історією і футболом.